# مراکز توسعه آموزش
مرکز توسعه آموزش دانشکده‌ها در دانشگاه‌های علوم پزشکی کشور ایران یکی از زیر گروه‌های مراکز مطالعات و توسعه آموزش علوم پزشکی (EDC)محسوب می‌گردد مسئولیت ارتقای کیفی آموزش در دانشگاه‌های علوم پزشکی کشور ایران بر عهده مراکز مطالعات و توسعه آموزش علوم پزشکی است. مراکز مراکز مطالعات و توسعه آموزش علوم پزشکی در نیل به اهداف آموزشی اقدام به ایجاد مرکز توسعه آموزش دانشکده‌ها می‌نماید. به طوری که ایجاد دفاتر توسعه آموزش در دانشکده‌هایی که بیش از ۵۰ نفر عضو هیئت علمی دارند، الزامی است[۱].

## شرح وظایف دفاتر توسعه آموزش
شرح وظایف دفاتر توسعه عبارتند از:
۱. برنامه‌ریزی آموزشی با همکاری گروه‌های آموزشی
۲. ارتقای توانمندی‌های اعضای هیئت علمی در زمینه‌های مختلف آموزش علوم پزشکی
۳. ارائه مشاوره در زمینه ارزشبابی فراگیران، اعضای هیئت علمی و فرایندهای آموزش در دانشکده
۴. ارائه مشاوره در زمینه اجرای طرح‌های پژوهش در آموزش
۵. ارائه مشاوره در زمینه اجرای روش‌های نوین آموزشی و مشاوره و مطالعه برای توسعه آموزش
۶. شرکت فعال در جلسات شورای آموزشی دانشکده[۱].

## پیوند داخلی
دانشگاه علوم پزشکی تهران
دانشگاه علوم پزشکی تبریز
دانشگاه علوم پزشکی شهید بهشتی
دانشگاه علوم پزشکی شیراز
دانشگاه علوم پزشکی مشهد